# Rota (pożarnictwo)
Rota – dwuosobowy zespół ratowników wchodzący w skład tego samego zastępu lub specjalistycznej grupy ratowniczej wykonujący te same działania ratownicze lub zabezpieczające wyposażony w sprzęt ochrony osobistej.